# Androclo e il leone (film)
Androclo e il leone (Androcles and the Lion) è un film del 1952 diretto da Chester Erskine e, non accreditato, Nicholas Ray. L'adattamento, firmato dallo stesso Erskine e da Ken Englund, si basa sull'omonima commedia di George Bernard Shaw, andata in scena per la prima volta a Berlino il 25 novembre 1912.

## Trama
Androclo è un sarto cristiano che cerca di fuggire dalle persecuzioni dei romani. Nascosto nella foresta incrocia un leone sofferente e lo aiuta togliendogli una spina dalla zampa.
Poco tempo dopo Androclo è prigioniero e destinato ad essere ucciso dalle belve nell'arena ma incontra proprio il leone che aveva salvato che non gli si lancia addosso.
L'imperatore incuriosito dalla scena cade nell'arena e viene salvato da Androclo. Decide quindi di sospendere le persecuzioni mentre Androclo e il suo amico leone si allontanano in pace.

## Produzione
La lavorazione del film, prodotto dalla RKO Radio Pictures, durò da inizio settembre al 21 novembre 1951. Nell'agosto del 1952, Nicholas Ray diresse una scena aggiunta, definita della Vergine vestale.

## Distribuzione
Il copyright del film, richiesto dalla RKO Radio Pictures, Inc., fu registrato il 30 ottobre 1952 con il numero LP2176.
Il film, che fu presentato in prima mondiale a Los Angeles il 30 ottobre 1952, uscì nelle sale USA il 9 gennaio 1953 (a New York, il 14 gennaio).